# Manlio Legat
Manlio Legat (Pianoro, 20 luglio 1889 – Roma, 18 settembre 1915) è stato un astista, lunghista e multiplista italiano.
Nel 1912 partecipò ai Giochi olimpici di Stoccolma, dove si piazzò ventinovesimo nella gara del salto in lungo, mentre nel salto con l'asta saltò 3,00 m, misura che non gli valse l'approdo in finale. Non portò invece a termine la gara del decathlon, in quanto prese parte a solo tre gare su dieci (getto del peso, salto in lungo e 100 metri piani).

## Palmarès
| Anno | Manifestazione  | Sede      | Evento           | Risultato       | Prestazione     | Note |
| ---- | --------------- | --------- | ---------------- | --------------- | --------------- | ---- |
| 1912 | Giochi olimpici | Stoccolma | Salto con l'asta | elim. qualif.   | 3,00 m          |      |
| 1912 | Giochi olimpici | Stoccolma | Salto in lungo   | 29º             | 5,50 m          |      |
| 1912 | Giochi olimpici | Stoccolma | Decathlon        | dnf (1563,2 p.) | dnf (1563,2 p.) |      |